# برنس الحمام
بُرْنُس الحمّام ويسمى أيضاً المِبْذَل  أو المِفْضَل هو لباس خارجي فضفاض يرتديه الناس، غالباً بعد الاستحمام أو حول حمام السباحة. يعتبر برنس الحمام من الملابس غير الرسمية جداً، ولا يرتدى مع الملابس اليومية.

## معرض صور

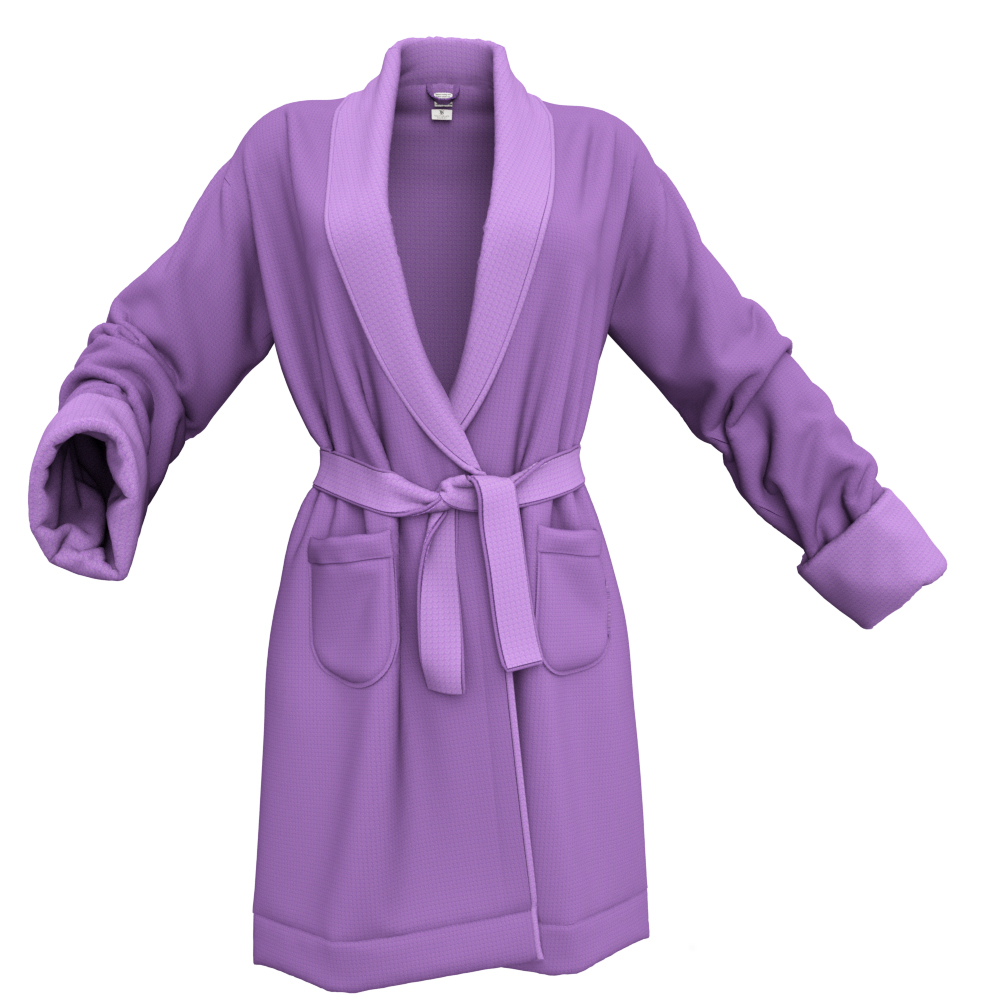
برنس حمام عصري مصمم بالحاسوب.
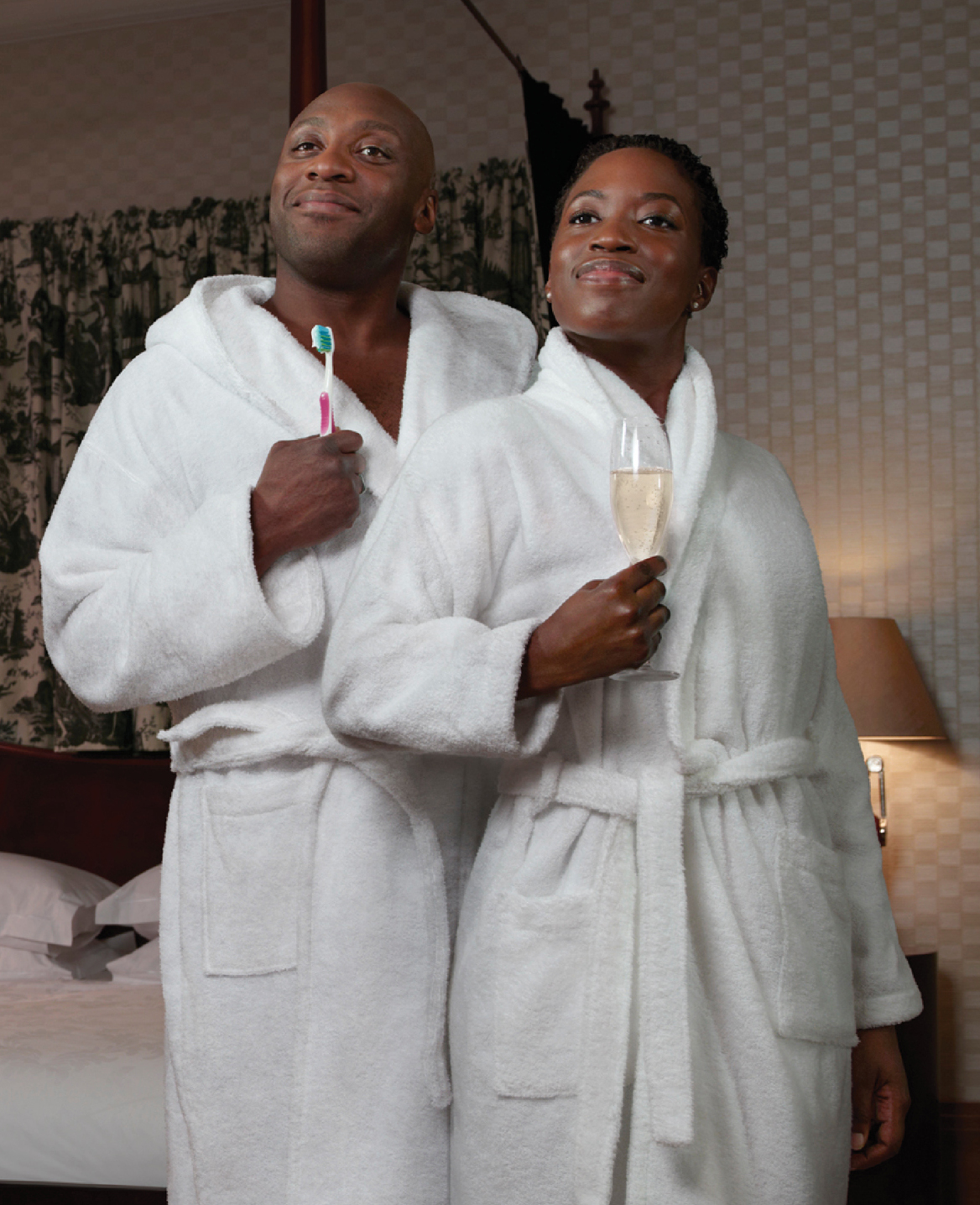
شخصان يرتديان برانس حمام.